# Henri Karjalainen
Henri Mikael Karjalainen (19 februari 1986) is een Fins autocoureur die anno 2009 in de Formule 2 rijdt.

## Loopbaan

### Karten
Karjalainen begon in 2000 met karten en stopte hiermee in 2003.

### Formule BMW
In 2004 reed hij in de Duitse Formule BMW, en bleef hier tot 2005. In totaal scoorde hij hier in twee seizoenen vijf punten.

### Azië
In 2006 verhuisde hij naar Azië waar hij zowel in het Aziatische Formule 3 kampioenschap als de Aziatische Formule Renault reed. Hier had hij meer succes, hij finishte als tweede in de Aziatische F3.

### GP2
In Turkije in GP2-seizoen 2007 maakte Karjalainen zijn GP2-debuut om zijn geblesseerde landgenoot Markus Niemelä te vervangen bij het team Ocean Racing Technology. Het weekend daarop werd hij alweer vervangen door Niemelä.

### Atlantic Championship
In 2008 verhuisde Karjalainen naar Noord-Amerika om deel te nemen aan het Atlantic Championship. Hij reed bij het team Jensen MotorSport om uiteindelijk als zeventiende te eindigen met als beste resultaat tiende op Trois-Rivières.

### Formule 2
In 2009 reed Karjalainen in de Formule 2, waar hij de eerste Fin kan zijn sinds Keke Rosberg die via de Formule 2 naar de Formule 1 kan. Hij reed met auto 23 en finishte als vijftiende in het kampioenschap.

## GP2 resultaten
| Jaar | Inschrijving  | 1       | 2       | 3       | 4       | 5       | 6       | 7       | 8       | 9       | 10      | 11      | 12      | 13      | 14         | 15         | 16      | 17      | 18      | 19      | 20      | 21      | Rang | Punten |
| ---- | ------------- | ------- | ------- | ------- | ------- | ------- | ------- | ------- | ------- | ------- | ------- | ------- | ------- | ------- | ---------- | ---------- | ------- | ------- | ------- | ------- | ------- | ------- | ---- | ------ |
| 2007 | Campos Racing | BHR FEA | BHR SPR | ESP FEA | ESP SPR | MON FEA | FRA FEA | FRA SPR | GBR FEA | GBR SPR | EUR FEA | EUR SPR | HUN FEA | HUN SPR | TUR FEA NF | TUR SPR NF | ITA FEA | ITA SPR | BEL FEA | BEL SPR | VAL FEA | VAL FEA | NC   | 0      |

## Formule 2 resultaten
| Jaar | 1      | 2      | 3     | 4      | 5     | 6      | 7      | 8      | 9      | 10     | 11      | 12     | 13     | 14     | 15     | 16     | Rang | Punten |
| ---- | ------ | ------ | ----- | ------ | ----- | ------ | ------ | ------ | ------ | ------ | ------- | ------ | ------ | ------ | ------ | ------ | ---- | ------ |
| 2009 | VAL 17 | VAL 15 | BRN 4 | BRN 16 | SPA 7 | SPA 15 | BRH 11 | BRH 18 | DON 15 | DON 13 | OSC Ret | OSC 15 | IMO 11 | IMO 15 | CAT 16 | CAT 17 | 15e  | 7      |